# Mohammed al-Deayea
Mohammed Abdullaziz al-Deayea (arabe : محمد عبدالعزيز الدعيع), né le 2 août 1972 à Haïl en Arabie saoudite, est un footballeur international saoudien, qui jouait au poste de gardien de but.

## Biographie

### En équipe nationale
Il participe à la Coupe du monde 1994 (4 matchs), à la Coupe du monde 1998 (3 matchs), à la Coupe du monde 2002 (3 matchs), et enfin à la coupe du monde 2006 (0 match) avec l'Arabie saoudite.

## Palmarès

### En club
Al Ta'ee
- Champion d'Arabie saoudite de D2 en 1995

 Al Hilal Riyad
- Vainqueur de la Ligue des champions de l'AFC en 2000
- Vainqueur de la Coupe d'Asie des vainqueurs de coupe en 2002
- Vainqueur de la Supercoupe d'Asie en 2000
- Finaliste de la Supercoupe d'Asie en 2002
- Vainqueur de la Coupe arabe des vainqueurs de coupe en 2000
- Vainqueur de la Supercoupe arabe en 2001
- Finaliste de la Coupe du Golfe des clubs champions en 2000
- Champion d'Arabie saoudite en 2002, 2005, 2008 et 2010
- Vice-champion d'Arabie saoudite en 2006, 2007, et 2009
- Vainqueur de la Coupe d'Arabie saoudite en 2000, 2003, 2005, 2006, 2008, 2009 et 2010
- Finaliste de la Coupe du Roi des champions d'Arabie saoudite en 2010
- Vainqueur de la Coupe de la Fédération d'Arabie saoudite de football en 2000, 2005 et 2006
- Finaliste de la Coupe de la Fédération d'Arabie saoudite de football en 2002, 2004, 2008 et 2010

### En sélection
Avec l'Arabie saoudite  :
- 173 sélections en équipe nationale entre 1993 et 2006[1]
- Vainqueur de la Coupe d'Asie des nations en 1996
- Vainqueur de la Coupe du golfe Persique des nations en 1994, 2002 et 2003
- Vainqueur de la Coupe arabe des nations en 1998 et 2002
- Participation à la Coupe du monde en 1994, 1998, 2002 et 2006
  - 8e de finaliste du mondial en 1994
- Participation à la Coupe des confédérations en 1995, 1997 et 1999
- Vainqueur de la Coupe du monde des moins de 16 ans en 1989